# 陈笑雨
陳笑雨（1917年—1966年8月24日），筆名馬鐵丁，江蘇靖江縣人，中国文藝評論家。文革受难者。

## 生平
1938年就读于延安陕北公学，后历任新华社编辑、记者、主任、分社社长。中華人民共和國成立後，歷任《文艺报》副主編、《新观察》主編、《人民日報》編委兼文藝部主任，文革初期遭到批鬥，被迫下跪「請罪」，1966年8月24日，與老舍同日投永定河自盡（一說北京龙潭湖），終年49歲。臨死前留下「死了比活著好，死了更乾淨」的字句。

## 著作
著有《思想杂谈》、《思想杂谈》、《思想杂谈选集》、《杂文杂诗集》、《说东道西集》、《张弛集》、《革命风格集》等。